# تری کونور
تری کونور (انگلیسی: Terry Connor؛ زادهٔ ۹ نوامبر ۱۹۶۲) یک بازیکن فوتبال اهل بریتانیا است.